# Дитмар, Карл
Ка́рл Влади́мирович Ди́тмар (нем. Carl Woldemar Bernhard Ferdinand von Ditmar; 27 августа (8 сентября) 1822 — 13 (25) апреля 1892) — русский геолог, исследователь Камчатки.

## Детство и образование
Карл Дитмар родился 27 августа (8 сентября) 1822 года в Лифляндской губернии, в Феннерн (ныне — Вяндра). Он был единственным ребенком в семье Вольдемара (08.08.1795—12.11.1826) и Шарлотты (урожд. Штакельберг) Дитмар. Его отец, окончивший в 1815 году юридический факультет Дерптского университета и уже в 1818 году назначенный приват-доцентом, рано скончался и мальчик остался на воспитании матери, которая посвятила свою дальнейшую жизнь образованию сына. С 1832 по 1840 год Карл Дитмар обучался в частной гимназии в Верро.
С 1841 по 1846 год учился на естественном факультете философского факультета Дерптского университета. Во время обучения в университете он решил посвятить себя изучению минералогии.
Окончив университет со степенью кандидата, отправился в путешествие по Европе. В течение 1846—1848 годов он посетил Германию, Италию, Францию и Швейцарию, слушал лекции в Фрайбергской горной академии и Лейпцигском университете. В 1848 году приехал в Санкт-Петербург с рекомендательным письмом к адъюнкту Петербургской академии наук А. Ф. Миддендорфу. Вскоре был направлен на Камчатку. С 1851 года был чиновником для особых поручений по горному делу при губернаторе Камчатки и вплоть до 1855 года осуществлял многочисленные поездки в различные уголки Камчатского полуострова. Им были обследованы западное и восточное побережье полуострова, долина реки Камчатки, полуостров Тайгонос. Он также изучал этнографию коренных народов. В устье реки Налычева им были обнаружены остатки построек местных жителей.
В 1855-1856 годах он совершил путешествие с Камчатки на Запад России; непродолжительно исследовал Приамурье. В 1856 году вернулся в Лифляндию, где стал владельцем усадьбы Керро (в настоящее время Кяру, уезд Рапламаа), приобретённой для сына его матерью.
Активная помещичья и социальная жизнь не оставляли ему времени на то, чтобы привести в надлежащий вид и опубликовать свои труды по геологии и этнографии коренных народов Камчатки, которые он написал ещё во время своего путешествия. В начале 1880-х годов у Карла Дитмара возникли проблемы с сердцем и он переселился в Дерпт, где занялся составлением своего труда «Поездки и пребывание в Камчатке в 1851—1855 годах», который был издан Петербургской академией наук в 1901 году. Эта публикация стала первой после работ Крашенинникова комплексным описанием природы Камчатки, опубликованным на русском языке.
Карл Дитмар скончался в Дерпте 13 (25) апреля 1892 года.

## Семья
В феврале 1858 года Карл Дитмар женился на Вильгемине Штакельберг (1837-1929), у них было четыре дочери.

## Память
Именем Карла Дитмара назван вулкан на Камчатке, а также один из видов разноногих ракообразных Orchestia ditmari, широко распространенный на морском побережье и в прибрежье реликтовых озер на Камчатке, Южном Сахалине, Южных Курильских островах и Северной Японии (Хоккайдо).